# Zostań po koncercie
Zostań po koncercie – pierwszy singel z piątego albumu studyjnego K.A.S.Y. pt. Za friko. Zawiera 4 wersje utworu Zostań po koncercie oraz zapowiedź tej piosenki.
Do utworu powstał teledysk, który został nakręcony 29 kwietnia 2002 w Hotelu 500 w Zegrzu. W teledysku, obok artystów, udział wzięli m.in. Waldemar Goszcz, Borys Szyc, Dorota Naruszewicz i Nina Roguż.

## Lista utworów
Opracowano na podstawie materiału źródłowego. Na okładce nie wymieniono długości trwania poszczególnych utworów.
1. Zostań po koncercie (radio edit)
2. Zostań po koncercie (Dark Tribal Rmx by Adamus)
3. Zostań po koncercie (Limbovu Remix by Envee)
4. Zostań po koncercie (instrumental)
5. Zapowiedź

## Twórcy
- Krzysztof Kasowski – śpiew, muzyka, tekst
- Olissa Rae – śpiew, tłumaczenie na suahili
- Zhino Zolana – gitara
- Jacek Gawłowski – mastering i miksowanie
- Izabela Janicka-Jończyk – menadżerka
- Grzegorz Pędziński – projekt okładki